# Neororea
Neororea är ett släkte av spindlar. Neororea ingår i familjen Amphinectidae.
Kladogram enligt Catalogue of Life:
| Neororea | \| \| Neororea homerica \| \| \| \| \| \| Neororea sorenseni \| \| \| \| |
|          | \| \| Neororea homerica \| \| \| \| \| \| Neororea sorenseni \| \| \| \| |
|          | Neororea homerica                                                        |
|          |                                                                          |
|          | Neororea sorenseni                                                       |
|          |                                                                          |